# Gaucelm Faidit

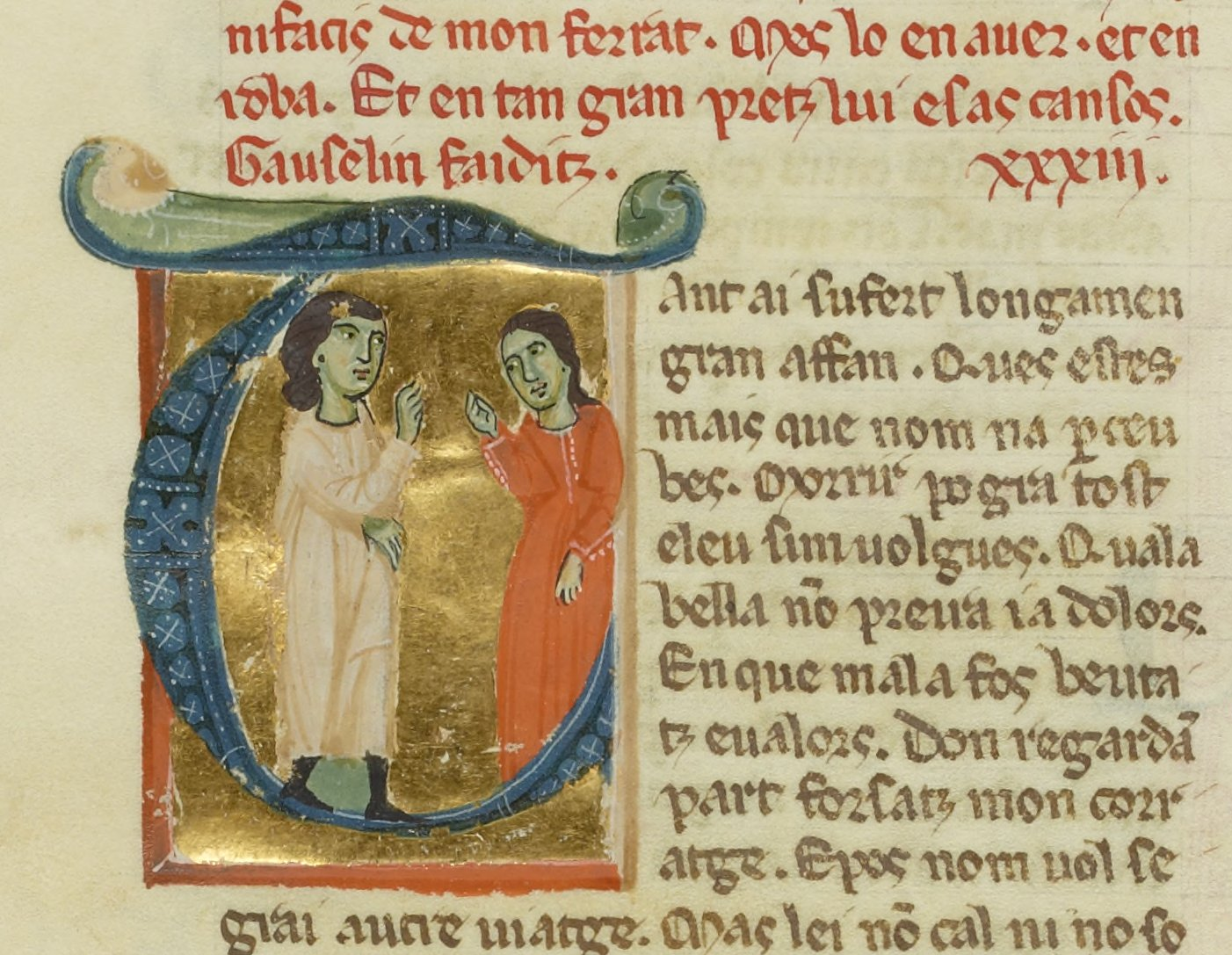
BnF ms. 854 fol. 33v

Gaucelm Faidit (Uzerche, Llemosí, fl. 1185 - vers 1220) fou un trobador occità. Els seus poemes són datats entre el 1185 i el 1220, i se sap que participà en la Quarta Croada. Pertanyia a una família burgesa i es va fer joglar perquè va perdre la seva fortuna en el joc. Serví a les corts de Ventadorn, de Bonifaci II de Montferrat i d'altres senyors. Viatjà per la Llombardia, Espanya i Hongria, durant una vintena d'anys. Però no s'acontentà només en recitar composicions alienes, i ell mateix compongué nombroses poesies. N'han estat conservades gairebé setanta poesies (de les quals 14 amb melodia conservada), que palesen un classicisme convencional, superat al planh per la mort de Ricard Cor de Lleó, a qui acompanyà a les croades (Fort chauza est que tot lo major dan; Riquer 1983, vol. 2, p. 770-773, núm. 148).
La major part de les seves poesies són amoroses i estan dirigides a les dames que més simpaties li inspiraven, com Maria de Ventadorn, Jordana d'Embrun i Margalida d'Aubusson, de les quals havia sol·licitat els favors, amb més o menys fortuna. Més artificiós que sincer, la puresa i correcció del seu estil, tanmateix li asseguren un dels primers llocs entre els trobadors.
Altres de les seves composicions són exhortacions a allistar-se en la croada, i ell mateix seguí a Bonifaci III de Montferrat en la de 1202. Quant a les dramàtiques que li atribuí Nostradamus, sembla que són completament apòcrifes. Faidit es casà amb Guillermina Monja, dona d'humil origen, però de gran bellesa i discreció, que l'acompanyà en les seves corregudes.